# Nic więcej (singel)
Nic więcej – singel polskiego piosenkarza Oskara Cymsa z jego debiutanckiego solowego albumu studyjnego, zatytułowanego Nigdy wcześniej. Singel został wydany 17 stycznia 2023.
Kompozycja znalazła się na 15. miejscu listy OLiA, najczęściej odtwarzanych utworów w polskich rozgłośniach radiowych.

## Geneza utworu i historia wydania
Utwór napisali i skomponowali Carla Fernandes, Maria Dzięcielak, Patryk Kumór, Frank Bo, Damian Skoczyk, Dominic Buczkowski-Wojtaszek i Piotr Zborowski, natomiast za produkcję utworu odpowiadali Dominic Buczkowski-Wojtaszek, Patryk Kumór i Piotr Zborowski. Piosenkarz o singlu:

Uwielbiam taki klimat. U nas organizowało się osiemnastki na salach, a nie w klubach. Zawsze tańczyliśmy i bawiliśmy się do piosenek z lat osiemdziesiątych. Najlepiej się do nich imprezowało. Jakoś tak pozostało mi to w serduchu. (…) To dla mnie ciekawa ścieżka. Podoba mi się tworzenie w tym klimacie, ale zaznaczam, że nie wszystkie moje utwory będą w ejtisowym brzmieniu.

Singel ukazał się w formacie digital download 17 stycznia 2023 w Polsce za pośrednictwem wytwórni płytowej DB4 Management w dystrybucji Warner Music Poland. Piosenka została umieszczona na debiutanckim albumie studyjnym Cymsa – Nigdy wcześniej.

## „Nic więcej” w stacjach radiowych
Nagranie było notowane na 15. miejscu w zestawieniu OLiA, najczęściej odtwarzanych utworów w polskich rozgłośniach radiowych.

## Teledysk
Do utworu powstał teledysk w reżyserii Przemysława Gomuły, który udostępniono w dniu premiery singla za pośrednictwem serwisu YouTube.

## Lista utworów
- Digital download[3]

1. „Nic więcej” – 2:28

## Notowania

### Pozycja na liście airplay
| Kraj   | Lista (2023)                   | Najwyższa pozycja |
| ------ | ------------------------------ | ----------------- |
| Polska | OLiS – oficjalna lista airplay | 15                |